# Physikalisch-Technische Bundesanstalt
Physikalisch-Technische Bundesanstalt (PTB), beläget i Braunschweig och Berlin, är ett nationellt (icke-delstatligt) institut för naturvetenskap och teknik. Det fungerar som Tysklands centrala metrologiska institut.
PTB består 2006 av åtta teknisk-vetenskapliga avdelningar (varav två belägna i Berlin-Charlottenburg) som i sin tur indelas i omkring 55 verksamhetsområden och 200 arbetsgrupper. Till deras uppgifter hör bland annat forskning kring fundamentala fysikkonstanter och definition av referenser för SI-enheter. I sitt arbete samarbetar PTB med universitet. PTB har cirka 1500 fast anställda medarbetare och en årlig budget på omkring 130 miljoner Euro.
År 1978 tilldelades PTB uppgiften att ansvara för Tysklands normaltid, och man drifthåller därför ett antal atomur (på den tiden tre cesiumur, sedan 1999 även cesiumfontäner). Synkronisering av klockor över radio görs över hela Europa med hjälp av en signal som utsänds på långvågsbandet av sändaren DCF77. Datorer anslutna till Internet kan även begära tidsinformation över NTP från PTB .

## Historia
PTB grundades 1887 på initiativ av Karl-Heinrich Schellbach, Werner von Siemens och Hermann von Helmholtz i Berlin-Charlottenburg, då under namnet Physikalisch-Technische Reichsanstalt (PTR/PTRA). Uppgifterna bestod i början i att konsolidera Tysklands referenser inom mått, vikt och tid. Under andra världskriget upptog militär forskning en stor del av resurserna, och från 1977 till 1989 hade PTB till uppgift att sköta Tysklands slutförvaring av  radioaktivt avfall.

## Tidskrift
- PTB utger två gånger per år en tidskrift, maßstäbe ("måttstockar"), som har som ambition att sprida lättbegriplig information om fysikvetenskapens storheter. Det är gratis att prenumerera, åtminstone inom Tyskland.

'* per post:
- - Physikalisch-Technische Bundesanstalt
  - Presse- und Öffentlichkeitsarbeit
  - Postfach 3345
  - 38023 Braunschweig
  - via Internet